# Virgen con el Niño (Mantegna, Bérgamo)
La Madonna con el Niño es un pintura al temple sobre lienzo de Andrea Mantegna, datada en 1490-1500 o (según Mauro Lucco) 1463-1465
. Se conserva en la Accademia Carrara en Bérgamo. Data después del viaje del pintor a Roma y pertenece a un grupo de Madonnas en pequeño formato para la devoción privada - que incluye la Virgen con el Niño dormido (Berlín), la Madonna Poldi Pezzoli y la Madonna Butler (Nueva York). La obra de Bérgamo es única entre ellas porque tiene una atmósfera feliz en lugar de un aire melancólico. El Cristo Niño lleva una pulsera de coral, un amuleto apotropaico infantil y que por su color también sirve como presagio de su futura Pasión, que puede observarse en muchas otras obras de la época.